# David Sossenheimer
David Sossenheimer (Erlenbach am Main, 21 giugno 1996) è un pallavolista tedesco, schiacciatore dell'Arago de Sète.

## Palmarès

### Club
- Coppa di Germania: 2

2016-17, 2017-18
- Supercoppa tedesca: 3

2016, 2017, 2018
- Supercoppa italiana: 1

2020

### Premi individuali
- 2018 - Supercoppa tedesca: MVP